# Enric Llardent
Enric Llardent i Comas (Barcelona, 1887-1974) fue un carpintero y decorador español.

## Biografía

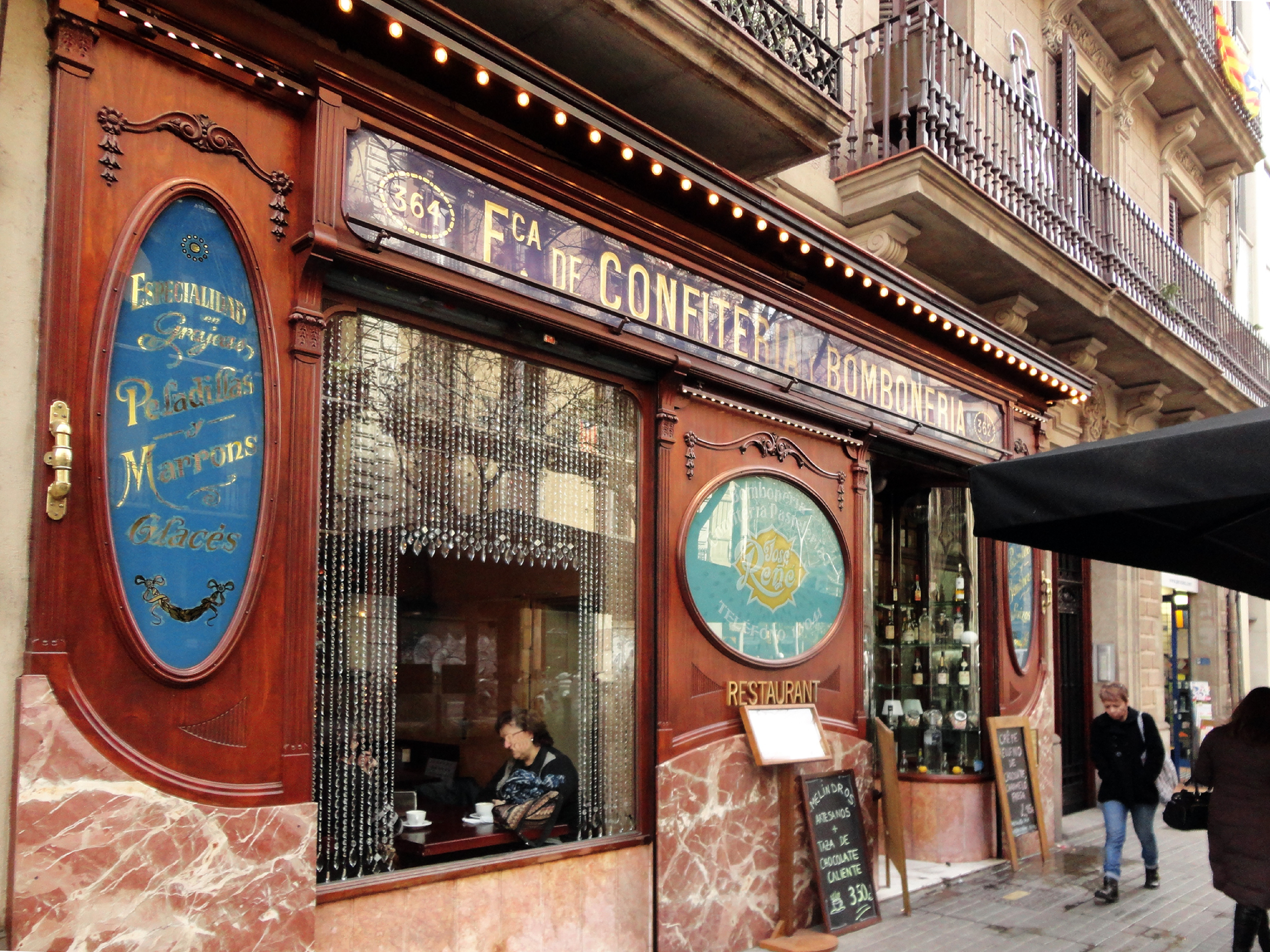
Confitería Reñé

Era hijo de Ramon Llardent i Esmet, carpintero, y Teresa Comas i Comas. Estableció una empresa de construcciones e instalaciones de madera, además de confección y comercialización de muebles, que contó con tres talleres en Barcelona, en las calles San Antonio María Claret, Independencia y Nápoles. También se dedicó a la decoración, en estilo modernista.
Entre sus obras destaca la decoración de la Confitería Reñé de Barcelona (1910, calle Consejo de Ciento n.º 362, actualmente un restaurante), para la que utilizó mármol en los zócalos, caoba en los marcos y yeso en el techo, con unas grandes vitrinas de cristal y marco de madera. Otras decoraciones suyas fueron en la Nueva Peluquería Dalmau (rambla de Cataluña n.º 99), el establecimiento Majestic (paseo de Gracia n.º 65) y el Hotel Ritz (Gran Vía de las Cortes Catalanas n.º 668).